# Maria Esposito
Maria Esposito (Napoli, 10 novembre 2003) è un'attrice italiana.

## Biografia
Cresciuta nei quartieri spagnoli in una famiglia con padre operaio e madre casalinga, a tredici anni sostiene senza successo i provini per la serie televisiva L'amica geniale; decide quindi di studiare recitazione sotto la guida dell'attore Biagio Manna. Nel 2021 entra a far parte del cast della fiction Mare fuori, dove interpreta il personaggio di Rosa Ricci negli ultimi due episodi della seconda stagione. Il suo personaggio viene confermato anche per le stagioni successive, diventando presto uno dei personaggi favoriti dal pubblico.
Iscrittasi nel frattempo all'Accademia di Recitazione di Napoli, dal 2023 fa parte del cast di Mare fuori – il Musical, lo spettacolo teatrale tratto dalla serie tv e diretto da Alessandro Siani. Nell'autunno dello stesso anno affianca il cantautore Ultimo nel video del suo singolo Occhi lucidi. Nel febbraio 2024 è stata protagonista del videoclip della canzone I p' me, tu p' te del rapper napoletano Geolier e, nello stesso anno, ha pubblicato per Mondadori la sua autobiografia intitolata Una luce tra i vicoli e ha interpretato la parte di Margherita in Criature, film d'esordio della regista Cécile Allegra. All'inizio del 2025 è tornata sugli schermi con la quinta stagione di Mare fuori, confermandosi fra le protagoniste della stagione.

## Filmografia

### Cinema
- Criature, regia di Cécile Allegra (2024)
- Io sono Rosa Ricci, regia di Lyda Patitucci (2025)

### Televisione
- Mare fuori, regia di Ivan Silvestrini, Ludovico Di Martino e Francesca Amitrano – serie TV (2023-in corso)

## Teatro
- Mare fuori – il Musical, regia di Alessandro Siani (2023-in corso)[7]